# Leuhan
Leuhan é uma comuna francesa na região administrativa da Bretanha, no departamento Finistère. Estende-se por uma área de 33,08 km². Em 2010 a comuna tinha 848 habitantes (densidade: 25,6 hab./km²).